# Goomba

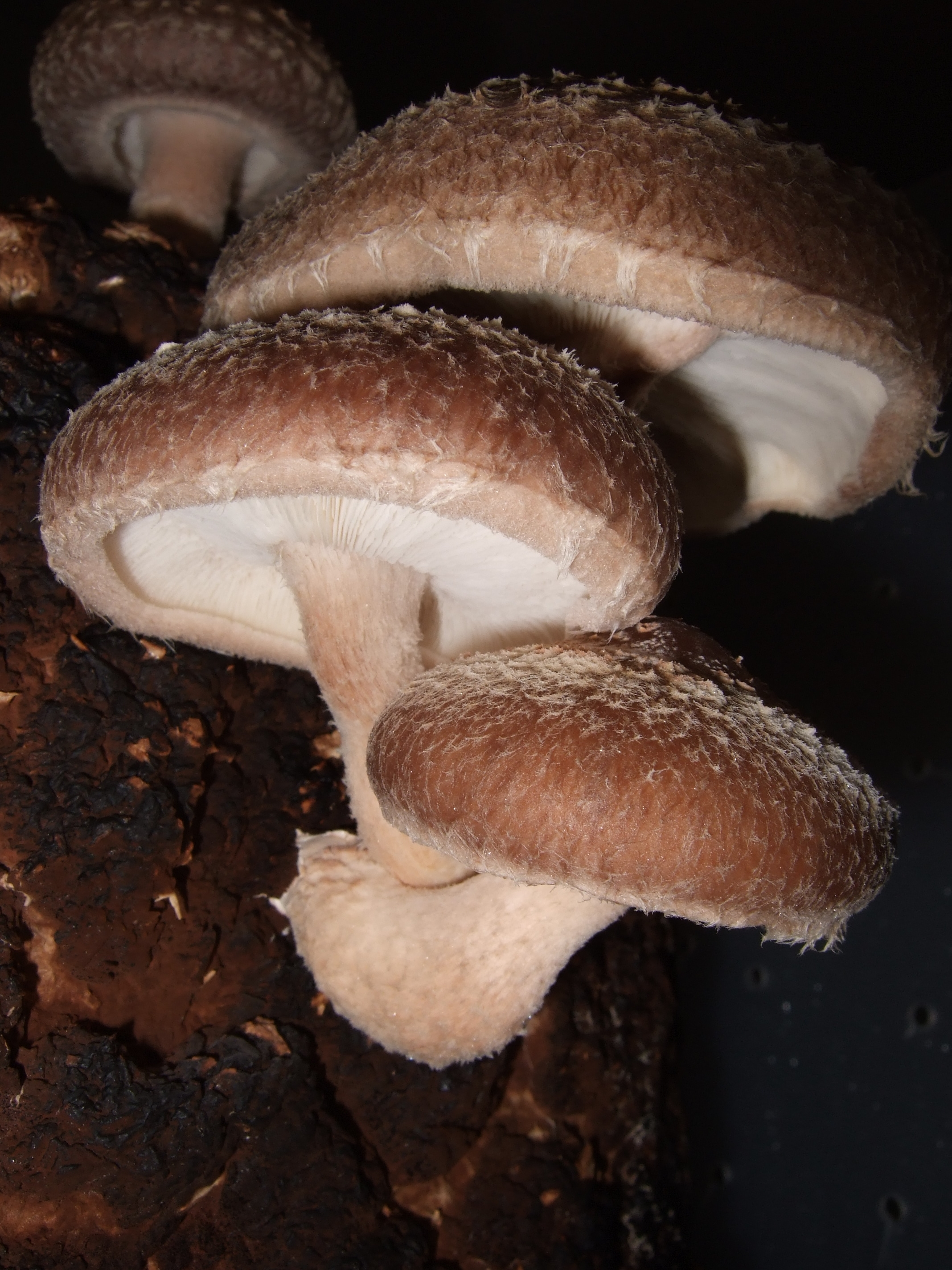
Houževnatec jedlý, podle kterého byla Goomba inspirována

Goomba (vyslovuje se [ɡuːmbə] – gůmba), v japonštině původně Kuribo (クリボー), je fiktivní živočich, vyskytující se v herní sérii Super Mario. Je to malý hnědý živočich, připomínající tmavě hnědou houbu s očima, pusou s dvěma zuby a nohama. Jde o nejběžnějšího nepřítele ve hře, který lze zabít všemi možnými způsoby – skočením na hlavu, střelením ohnivé koule nebo dotekem pomocí nesmrtelné hvězdy. Goomby nijak zvlášť neútočí, většinou pouze chodí po zemi, přičemž nedbají na díry a často do nich padají. Jediný způsob, jak mohou Mariovi uškodit, je ten, že se ho přímo dotknou, čímž ho buďto zabijí, nebo mu odeberou vylepšení.
Poprvé se Goomby vyskytly ve hře Super Mario Bros. a od té doby se vyskytly v téměř každé hře.
Goomby se objevují kromě základního typu výše popsaného i v dalších podobách/vyskytují se i jiní podobní živočichové:
- Galoomba – vyskytuje se ve hře Super Mario World a posléze i v dalších hrách. Od Goomby se liší tak, že nemá tělo, pouze kulatou hlavu, která tělo nahrazuje, a nohy nejsou tmavě hnědé, ale zelené, nebo žluté. Je odolnější než Goomba, nelze ji zabít tak, že se na ni skočí, tím je pouze převrácena vzhůru nohama. Mario ji však může v tomto stavu vzít a srazit ji s jiným nepřítelem či jinou Galoombou a tím zabít ji i nepřítele. Též ji může sníst Yoshi.
- Gloomba – modrá/ledová goomba, vyskytla se ve hře Paper Mario a posléze i ve hře Paper Mario The Thousand Year Door, vyskytuje se v hlubokém podzemí a v polárních oblastech
- Goombo – velmi podobný Goombě ve všech směrech, objevil se pouze ve hře Super Mario Land jako nejjednodušeji porazitelný nepřítel, na rozdíl od Goomby je černý a mnohem menší.
- Goombrat – vyskytl se nejprve ve hře New Super Mario Bros. U a posléze ve hře Super Mario Maker 2. Vzhledem spíše více připomíná kaki než houbu, jelikož má na hlavě stopku. Na rozdíl od Goomby jeho zuby směřují dolů a nejsou ostré, ale zaoblené, a jeho hlava je kulatá, nikoliv ve tvaru houby. Způsobem útoku se od Goomby neliší, stejně ani způsobem poražení. Na rozdíl od Goomby neslézá ze srázů a nepadá do děr, tudíž je pravděpodobně inteligentnější než Goomby.
- Goombud – vyskytl se pouze ve hře Super Mario Maker 2, jde o spojení Galoomby a Goombrata, je žlutooranžový a má světle zelenou stopku.

Též se vyskytuje v kočičí formě (Cat Goomba), s mývalím ocasem (Tail Goomba nebo Tanoomba) v kostěné formě (Bone Goomba), ve formě s křídly nebo s padákem (Paragoomba), mohou být i ve velké formě (Big Goomba). Ve hře Super Mario Bros. 3 se Goomby dokázaly maskovat např. jako cihlové bloky, nebo skákaly v botách zvaných "Goomba Shoe".